# Fred Micoș
Fred Micoș (n. 1907 Cernăuți – d. 1995 București) a fost un pictor și gravor român 
, de origine poloneză , Membru al Uniunii Artistilor Plastici din România .
S-a format la Academia de Arte Frumoase din Cracovia, unde a studiat pictura și gravura cu profesorii Dimikowski , Pevitesch ; și absolvent al Academiei de Arte Frumoase din București între 1933- 1938 (artă decorativă și gravură) cu profesorii Cecilia Cuțescu Storck și Simion Iuca. A fost aproape 4 decenii mentorul mai multor artisti in calitatea sa de profesor la Institutul de Artă Nicolae Grigorescu din București.
Gravor, pictor și teoretician al actului grafic Fred Micoș s-a impus în spațiul artistic românesc pe doua căi principale: Salonul Oficial de Toamnă și prin volumele ilustrate pe durata deceniului cinci. Prin activitatea sa artistică Fred Micoș s-a înscris într-o companie selectă de mari creatori autohtoni ai domeniului precum: Nicolae Brana, Anastase Demian, Vasile Dobrian, Vasile Kazar, Aurel Mărculescu, Marcel Olinescu, Béla Gy. Szabó.

## Distincții
- Ordinul „Meritul Cultural” clasa a IV-a (1968) „pentru activitate deosebită în domeniul artelor plastice”[1]

## Expoziții
Prima Expoziție Personală 1936; Salonul de Toamnă 1934; 1937; 1938;1939; 1940; 1941; 1942; 1943; 1944; 1947 cu un total de 45 de lucrări. În anul 1942 realizează Ciclul Creațiunea ( 10 xilogravuri ).

### Ciclul Creațiunea
Subiect cu evidente relaționari biblice și de istorie culturală dintr-o perspectivă deosebit de modernă. Acest fapt este surprins excelent cu perspicacitatea intelectuală care l-a caracterizat în toate demersurile sale exegetice.
- Vilhem Beneș : „Fără a porni într-un proces de confesiune și fără a se lăsa sedus de aurora primelor începuturi ,privește fenomenul cu un spirit rece și calm . Orice urmă de presupus de ceață de incertitudine poetică de cutremurare sau de chin , sunt excluse. Totul este precis senin și obiectiv , totul se desfăsoară fară nici un truc , fără nici o prevestire pentru lucruri ce nu sunt acolo . Din aceste motive Creațiunea lui Fred Micoș se bucură de priză precisă la realitatea modernă”.[2]

### C.Crăciun- Fred Micoș -Ciclul grafic Creațiunea
Caracterizarea sintetică pe care i-a făcut-o criticul de artă Octavian Barbossa, în cuprinsul 
dicționarului publicat la jumătatea deceniului opt,ne-a reținut atenția și ne-a deschis apetitul
pentru comentarea ciclului de  xilogravuri  intitulat „Creațiunea”. 
Publicată  în anul 1942  la editura lui  Ștefan Georgescu-Gorjan,  aceeași  cu care a colaborat și  la majoritatea volumelor ilustrate din deceniul cinci, mapa cu cele 10 lucrări construite un veritabil examen de maturitate trecut cu brio de  către  artistul  Fred Micoș.  
Preliminat  de  participările  anterioare  la  Salonul Oficial  de  Toamnă,  
exercițiul intelectual și tehnic  conținut de ciclul „Creațiunea”, confirmă  – cu prisosință – 
soliditatea cunoștințelor de specialitate ale unui creator stăpân pe mijlocale sale de  expresie, care se confruntă bucurăs cu opinia unui public avizat,convins – pe deplin –de valoarea întreprinderi sale pragmatice
Termenul „programatic” își are acoperirea sa faptică atât în structura temperamentală a artistului, cât și în contextul intelectual al epocii ce era deschisă spre noile orizonturi ale postmodernității.
Conjugând  benefic datele personale ale unui talent educat în cele două centre artistice europene deja menționate, cu o cultură generală extrem de solidă, Fred Micoș abordează un subiect cu evidente relaționări biblice și de istorie culturală dintr-o perspectivă deosebit de modernă. Acest  fapt este surprins excelent, cu perspicacitatea  intelectuală care l-a caracterizat în toate demersurile sale exegetice, de către semnatarul studiului critic  introductiv al ciclului grafic Creațiunea .
Formulările apreciative conținute în paginile studiului critic amintit fixează imaginea unui 
creator  obiectiv, atent la prelucrarea nuanțată a informațiilor selectate din mediul  înconjurător, respectiv  din  bagajul  de noțiuni al civilizației umane.  
În  ciuda  denominației  generice  a  ciclului grafic, Fred Micoș se arată mult mai pasionat de perspectivele realității timpului său,pe care-și permite s-o interpreteze cu mijloacele  tehnice ale unui mare  ilustrator. 
Permanenta pendulare  între motive de sorginte universal valabilă,precum: Creatorul, Creațiune, Geniul creator, ș.a.,respectiv structura imagistică  a  prezentării  acestora  într-o  „cheie”  aderentă  contemporaneității  autorului constituie una dintre explicațiile reușitei demersului său artistic. Dorința de a  reține și  configura esența unor simboluri,precum cele patru  elemente fundamentale din cosmogoniile vechilor civilizații, sau a unor noțiuni artistice  abstracte, constituie  un  excelent exercițiu probatoriu al maturității fizice și creatoare a graficianului.
Trecând la analiza propriu-zisă a lucrărilor, trebuie să reținem faptul că prima  planșă  – 
intitulată  „Creatorul” – posedă indubitabile conotații demiurgice cu trimitere expresă  biblică.  
Fondul astral pe care se oglindește demiprofilul unui personaj puternic, inspirat parcă de statuile lui Michelangelo, ne plasează în zona începutului de lume.
Trăsăturile puternic marcate ale chipului,barba ce curge în fuioare. Ochiul ce veghează neistovit și omniprezent, constituie argumente solide că ne situăm în prezența unui personak excepțional,  apt să imagineze, să construiască și să domine un Univers  veșnic. Este,  în  același timp, un „portret”al Artistului  creator  de frumos,o imagine palpabilă a celui ce  îndrăznește să-și depășească condiția prevestind un viitor plauzibil și dezirabil. 
„Creațiunea”,  planșa  care  dă  și  titlul întregului ciclu, continuă ilustrarea debutului vieții conceput în termeni de dialog biblic. Dumnezeu-Demiurgul a creat lumina, cea care domină copios întreaga compoziție de  față, a despărțit Cerul de Pământ, a conceput Soarele,  luna și stelele. Mai mult decât atât, el a creat Omul, un personaj care caută să  iasă  la suprafața vârtejului cosmic ce domină  activitatea  demiurgică.
Personajul  divin  este  reprezentat  conform iconografiei clasice, 
plutind peste nori, fiind îmbrăcat într-un veșmânt larg și cu barba căzând în valuri pe piept. Brațele sale sunt ridicate și arată, cu neprefăcută mândrie, spre minunile pe care a izbutit să  le producă în zilele Genezei. Viziunea  triumfalistă  este  ușor  contrapusă  de  prezența  contorsionată  a  ființei umane  care se  luptă să supraviețuiască  într-un univers presupus ostil. Prin prezența acestor două personaje antitetice se caută echilibrarea spațiului celest cu cel  terestru, contrapunându-se Spiritul suprem și materia modelată organic. Tensiunea ce prevestește „păcatul originar”  induce o undă de mister, de dezechilibru  intențional,  în acest univers perfect al Raiului primordial. Dinamica  liniilor
de  forță compoziționale este contracarată prin diagonala deschisă spre  ființa  ființa omenească care iese  la  lumină  dintr-o  pată  imensă  de  întuneric. Forța  de  sugestie,  ce  oferă  generoase  delicii metafizice, simbioza și formularea sintetică ce comprimă  episodul  debutului  de  lume  reprezintă principalele caracteristici ale acestei piese de rezistență din structura ciclului grafic avut în vedere. 
Începând cu planșa a  treia, denumită  „Pământul”, refer ința  la  realitatea concretă devine
mai mult decât evidentă. Constituind unul dintre elementele  fundamentale ale universului nostru, el dă  consistență și speranță  tuturor plantelor și viețuitoarelor  ce-l populează. Compoziția  lucrării grafice are un aer prozaic și oferă o amplă panoramă a unui spațiu rural deluros surprins  la ceasul amiezii. În  fundal  se  profilează  un  lanț muntos, acoperit cu păduri  de  confere.  În planul median evoluază un cuplu uman ce adună  fânul pajiștii cu greblele pentru a  ridica clăile ce urmează să  fie încărcate  în carele  goale, priponite în  imediata vecinătate. În primul plan se situează trei personaje în atitudini total diferite: o femeie veghează somnul unor lucrători toropiți de oboseala muncii și de căldura  sufocantă  a  zilei. Imaginea este  compusă pe cu totul  alte coordonate  decât  acelea  ale idilismului  cu  care  ne-au  obișnuit Nicolae Grigorescu  și  epigonii  acestuia. 
Acuratețea  detaliilor, energia  latentă  a  primului  plan  și  cea  dinamică  din  segmentul  imagistic  median,  sobrietatea mijloacelor de expresie se  revendică –  indubitabil – din creația  rurală a  lui Camil Ressu, anunțând prodigiosul  exercițiu  postbelic  al  lui  Corneliu  Baba.   „Dialogul”  existent  în  planul  apropiat surprinde  iarăși constante confirmate de marea  carte a  înțelepciunii biblice: pe de o parte veghea feminină, marcată de conștiința sacr ificiului asumat și de o duioșie abia reținută (configurând o Evă prozaică,  „deghizată”  în  haine  populare);  pe  de  altă  parte  odihna masculină, văzută ca un scurt 
intermezzo  între  truda de „dinainte” și cea de „după”  cu care modernul Adam câștigă pâinea
familie  sale.
În  cuprinsul  acestei  ecuații,  pământul  constituie  fundament  de  temelie,  adăpost  de 
germinație  și  hrană, pat de  odihnă  fără  vise. Din  această  perspectivă,  artistul  surprinde  tocmai această  legătură  indisolubilă,  subtilă  și  perenă  între  teluric  și  animat,  între  substanța  tradiției  și spiritualitatea perpetuei reînnoiri umane.     
Al doilea element fundamental, „Aerul”, este configurat de o manieră putenic impregnată de  stricta  actualitate,  cu  ușoare  accente  SF.  Profitând  de  avantajele  inerente  unei  perspective  de broască  (montantă), Fred Micoș proiectează profilul energetic al unei tinere ce aleargă pe  fundalul unui veritabil zgârie-nori. Baloanele purtate grațios deasupra capului intră într-un dialog  inedit, dar perfect articulat logic și spațial, cu zeppelinul și cu avioanele  ce brăzdează cerul.  Ideea de plutire într-un spațiu imponderabil se concentrază în schițarea baletului executat de personajul feminin. 
Nu întâmplător și-a ales acest element de  rapel vizual, având  în vedere capacitatea expresivă sporită a corpului  nubil,  dinamica  locomotorie  fiind spontană și  oferind  satisfacții estetice  amplificate  de eleganța articulațiilor. 
Baloanele sunt supradimensionate pentru a sugera esența plutirii, dorința de învingere a barierei  gravitației, de evadare  asensională dintr-un univers prea  rigid,  care-și găsește 
exprimarea concretă în masivitatea edificiului din planul secund. 
Compoziția poate să se revendice din  moștenirea  spirituală  or ientală, acolo unde miraculosul  reprezintă  o  formă  de  agregare  a universurilor  invizibile, reprezentând –în ultima instanță – o apologie a tinereții văzute ca stare de 
spirit pozitivă. 
Al  treilea element  fundamental, „Apa”, se  regăsește convertit într-unul dintre simbolurile 
determinante ale civilizației moderne:  energia  electrică. Imaginea propusă de către  artistul grafic are  în  vedere  reprezentarea, tot  dintr-o perspectivă montantă, a  unei spectaculoase  căderi  de  apă dirijate  printr-un  baraj, o  edificare  inginerească  aptă  să  controleze  forța motrică  a    elementului acvatic. Construcția masivă și coșurile verticale  ce scot  rotocoale  formidabile de  fum,  adăpostesc misterul unui proces demiurgic datorat inventivității umane: anume, transformarea f luidității rebele, libere  și nedirijate  a  naturii,  în  electricitate.  Dincolo  de  impresionanta  desfășurare  de  forțe,  
contrapuse din nou prin  raportarea simbolică dintre natura divină și cea stăpânită de om, ne  reține atenția  capacitatea  de  surprindere  a pericolului  iminent ce  grevează  această  mare  descoperire științifică:  poluarea  ca  preț  plătit  pentru  industrializarea  necontrolată  a  mediului  ambiant. 
Avertismentul s-a transformat azi într-o realitate înfricoșătoare, cu perspective – pe termen mediu – dintre cele mai sumbre. 
Cel de-al patrulea element fundamental,  „Focul, are parte de un tratament cvasisimilar, în 
aceeași cheie antitetică.  În primul plan al  imaginii se situează un personaj ce amintește de anticul 
Prometeu, care  „îmblânzește” fulgerul propagat dintr-un nor ce semnifică  spațiul  celest.  Efectul benefic al acestei for țe naturale, care a schimbat complet destinul omenirii, este contrabalansat prin redarea secvenței de coșmar din  fundal. Clădirile care ard ca niște  torțe semnifică aspectul malefic al problemei,  reversul nedor it al medaliei, în care prietenul se  transformă  într-un dușman nemilos. 
Mesajul metaforic este  unul  transparent:  pe  de  o  parte  există  binefacerile  se  asigură  progresul civilizației, pe  de altă  parte  pot  apărea  distrugerea  și  ruina aduse  de  războaie  sau  de  incendii devastatoare. Avem  de-a  face  cu  un  alt memento  gândit  și  grafiat  de  către  artistul  implicat  în devenirea lumii din care face parte. 
Începând  cu  planșa  a  șaptea,  intitulată  „Meditația”,  trecem  în  segmentul  transpunerii 
artistice a unor noțiuni cu mare  încărcătură  ideatică. Capacitatea de  reflexie  controlată constituie unul dintre atributele care l-au ajutat pe om să se detașeze de restul regnului animal. 
Îm viziunea lui Fred Micoș, starea de spirit intelectuală evaluativă este sinonimă cu portretizarea „Artistului”, redat în mansarda atelierului său de creație. Avem de-a  face cu un posibil autoportret al graficianului, chipul  profilat pe  geamul  fundalului  beneficiază  de  o  prezentație  de  sorginte  romantică.  
Fruntea înaltă,  părul  lung  și  dat  pe  spate,gesturile  hieratice ale degetelor mâinilor,   cămașa  cu  gulerul descheiat  neglijent.  Privirea  protagonistului  compoziției mărturisește  existența  unui  puternic  fior lăuntric, o „combustie spontană” a gândurilor menită să conducă  la apriție unei noi Opere... 
Planșa denumită „Plastica” constituie o  redare  codificată a mitului zburătorului  Icar. Cu 
încheieturile mâinilor  încătușate  în  rama arcului gata să se destindă, eroul mitologic privește spre înalturile  cerului, Aripile  sale  (care  certifică  apartenența  la  o  stare  de  supraumanitate)  sunt  larg desfăcute  pentru  ca  –  atunci  cînd  săgeata  va fi  catapultată  –  ele  să-l  susțină  pe  erou  pe  durata saltului său  în neant. Situat pe piscul abrupt al unui munte, personajul  întruchipează „foamea” de Infinit  a  omenirii. Aici  intervine  din  nou  simbolistica  unei  stări  existențiale  limitative,  care mărturisește zbuciumul  încercat de orice artist autentic:  libertatea de creație poate  fi  încătușată de 
arcul  regulilor, putând să apară o evidentă discrepanță  între starea de perfectă  idealitate a avântului  în  necunoscutul  actului  artistic  și  prăbușirea  într-o  existență  banală,  marginalizată. 
Pentru  orice personaj care a  „văzut”  idei este practic  imposibil să mai  trăiască  la standarde comune...Motto-ul acestei  compoziții  poate  fi  căutat  în  conținutul  poeziei  simboliste  „Excelsior”  a  lui Alexandru Macedonski, cu deosebire în ultima strofă a acesteia.
Penultima  piesă  a  ciclului  grafic,  „Muzica”,  oferă o replică  autentică  a  mitului orfic,
evidențiind  efectele  benefice  ale  sunetelor  armonioase,  apte  să  îmblânzească  chiar  și  o  ființă primitivă – precum cea cu  aspect diavolesc – ce  ascultă cu mare atenție harpa  la  care  cântă eroul compoziției.  Structura  dialogantă,  dihotomică,  este  prezentă  și  aici  prin  intermediul  poziționării celor două personaje menționate:  în primul plan este situat „Creatorul”,  redat ca un zeu  tânăr, un indiscutabil expert  în arta  interpretării melodice;  în planul secund „Diavolul” menit să  ispitească așezat pe un  trunchi de copac, cu mâinile odihnindu-se pe o spadă. 
Lumina și armonia, ca atribute determinante ale civilizației, sunt contrapuse întunericului destructiv, întruchipat de copacul tăiat și
de  diavolul  înarmat. 
Principiul  civilizator  orfic  se  manifestă  ca  un  ferment  dinamic, elegant  și 
instructiv, în vreme ce principiul destructiv se prezintă static, amenințător și retrograd. 
Finalmente,  planșa  concluzivă  a  ciclului  grafic  analizat  repune  în  discuție dimensiunea
ascendentă,  voluntară  și  competitivă  a  „Geniului  creator”.  Icar   este  înlocuit  acum  de  un  înger, învăluit  de  raze  luminoase,  care  se  înalță  spre  tăriile  cerului  înstelat.  Plutind  peste  o  așezare omenească  cuprinsă  de  pacea  liniștitoare  a  nopții,  acest  alter-ego  al Artistului  poate  visa  liber, neîngrădit de piedicile  grijilor diurne. Regatul său poate  fi comparat cu un Purgatoriu al destinulu metafizic uman: pe de o parte este situat Raiul unei promisiuni celeste, acel Eden al vârstei de aur; pe de altă parte poate  fi  regăsit Iadul existenței cotidiene  terestre, dominat de un egoism unificator ce mistifică și distruge mii și mii de existențe demne de o soartă mult mai bună. 
Dincolo de marea luminoasă a absolvir ii tuturor greșelilor, cu voie și fără de voie, poate fi intuit eșecul „Albatrosului” baudelaireian... 
Parcurgerea drumului  inițiatic pe care ni  l-a propus Fred Micoș ne-a purtat de  la originile  genezei biblice până  la cele mai noi  invenții umane moderne. Evitând pericolul unui didacticism  ilustrativ, artistul  s-a  arătat  interesat  –  cu  deosebire  –  de  surprinderea  laturii  ref lexive  a  discursului interpretativ. Realizată  într-o manieră  cât se poate de personală, chiar  și cu  r iscul  asumat al unor  posibile scăderi de ordin formal or i ideatic, mapa editată în anul 1942 a  inpus un nume de refer ință în  grafica  autohtonă  a  timpului.  Statutul  său  se  va  consolida,  odată  cu  volumele  ilustrate  la 
jumătatea anilor’40, justificînd – pe deplin – opiniile favorabile ale exegeților creației sale.
(C.Crăciun-Ciclul Grafic Creațiunea,1942)

## Opera
Opera sa revenită în atenția publicului și a specialistilor, este incontestabil, un omagiu adus virtuților gravurii. Talentat desenator Fred Micoș  explorează teritoriul formelor dezvaluind în stilizări rafinate,ce merg pâna la abstracție, frumusețea detaliului,în cuceritoare structuri cromatice, culoarea devine în gravurile artistului (realizate în aqua tinta și aqua forte) fluidul care unște elementele compoziției, peisajul în jurul căruia se sting și se aprind, calidoscopic geometriile riguroase închipuind  subiecte din lumea reală. Mișcarea și iluzia, exacerbate sau temperate prin tehnica inciziei profunde, conferă un plus estetic lucrărilor. Ideatica acestora,de la zone aparent banale privind lumea si manifestarile ei concrete, la varii trimiteri culturale este reprezentată de (Luminile Orașului; Omagiu lui Moliere; Curtea cu Păsări; Hipism; Pădure Sacră; Comori Ascunse; Gradina Hisperidelor; Ipostaze ale Renașterii câteva din titlurile gravurilor expuse. Remarcabil este autoportretul autorului în alb și negru care spune totul despre formația stralucitei generații interbelice al cărui exponent este.Impresionanta activitate i-a fost recompensată în timpul vieții prin numeroase premii și distincții . În 1969 artistul și profesorul Fred Micoș a fost numit Doctor Honoris Causa al Academiei Tomaso Camppanela din Roma și membru al Academiei Tiberiene din Roma . În iunie 2003 Gleria Orizont i-a dedicat o expoziție de gravură . (Expoziția de gravură Elvira și Fred Micoș). Fred Micoș s-a remarcat și ca pictor de biserici , a pictat bisericile catolice din Suceava , Siret , Solonetul Nou.
- Octavian Barbossa : „Practician de prestigiu al xilogravurii ,dar și al altor tehnici Fred Micoș  a atras atenția prin cunoașterea și acuratețea meștesugului și în egală măsură prin limpezimea și simplitatea cu care transmite , prin intermediul unor motive modeste sentimente de o discretă generozitate sufletească”.[4]

### Ilustrații de carte realizate de Fred Micoș
- Întâmplările demente ale lui Pinocchio ,Ilustrații color după filmul Walt Disney, Editura Gorjan 1941
- Poeme de Răsboiu de Radu Gyr (gravuri),Editura Gorjan, București, 1942
- Cărarea pierdută de Alain Fournier ,Editura Gorjan 1945
- Cartea de la Saint Michele de Axel Munthe , Editura Gorjan
- Îngerul Alb ( poezii) de Wihem Beneș , Editura Gorjan 1944
- Alexandru Lăpusneanu de Costache Negruzzi, Editura Letopiseț 1946